# CISV
CISV (ursprungligen en förkortning för Children's International Summer Villages) är en ideell, internationell, partipolitiskt och religiöst obunden fredsorganisation. CISV:s syfte är att genom fredsfostran, baserad på de mänskliga rättigheterna och FN:s barnkonvention, bidra till världens fredsansträngningar.
CISV sammanför barn, ungdomar och vuxna som tillhör olika kulturer, religioner och politiska system för att de ska uppleva gemenskap, lära sig samarbete och internationell förståelse. Organisationen ger en möjlighet för individer att utveckla ett globalt perspektiv, en livsfilosofi och en aktiv önskan att arbeta för fred.
CISV Sweden har som uppgift och mål att arbeta lokalt, nationellt och internationellt med frågor som överensstämmer med CISV:s grundläggande filosofi. Verksamheten ska fungera som en inspirationskälla för medlemmarna till fortsatt deltagande i globalt samarbete och fredsfostrande aktiviteter. 

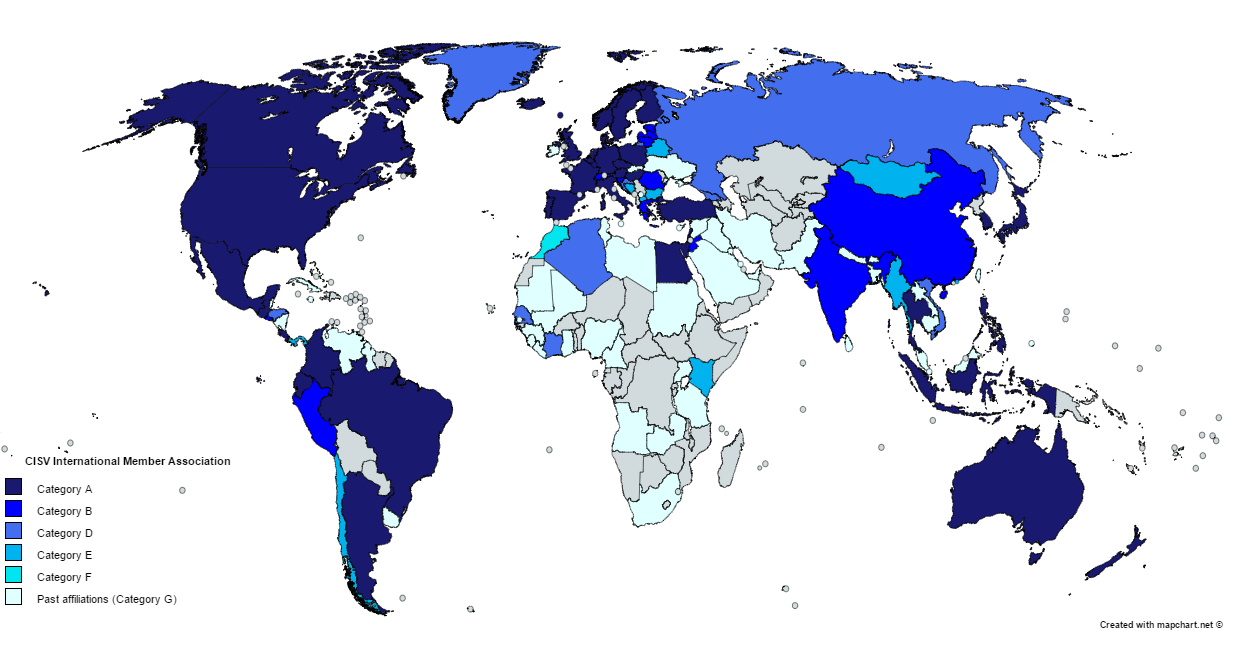
Karta över CISV:s medlemmar globalt

## Historia
CISV grundades år 1950 av den amerikanska barnpsykologen Doris Allen. Den första idén fick hon 1946 i efterdyningarna av andra världskriget. Doris Allen ansåg att barn och ungdomar var den idealiska startpunkten för fredsutbildning. Att låta unga människor från olika delar av världen mötas och bli vänner var ett steg närmare varaktig världsfred. Med hjälp från bland annat Unesco genomfördes den första barnbyn 1951 i Cincinnati i Ohio med deltagare från USA, Sverige, Norge, Tyskland, Storbritannien, Frankrike, Danmark, Österrike och Mexiko. Sedan dess har mer än 200 000 personer från nästan 100 olika länder deltagit i CISV:s internationella program. Genom åren har de internationella programmen utökats till fem stycken. Allt mer fokus har också lagts på lokala och nationella projekt.
Namnet CISV är från början en förkortning av Children's International Summer Villages, men sedan 2006 används bara namnet CISV eftersom förkortningen inte är helt rättvisande längre. Det finns program för både barn och vuxna, året runt på både lokal, nationell och internationell nivå.

## CISVs program
CISV har fem internationella program och ett lokalt program. Utöver detta finns lokala och nationella projekt, läger och utbildningshelger. För medlemmar i ca 14-26 års ålder finns en juniorsektion (Junior Branch) med lokala juniorgrupper och nationella möten.
De internationella programmen:
- Village (barnby) är ett fyra veckor långt internationellt läger för 11-åringar med delegationer från 10-12 olika länder. Varje delegation består av två pojkar, två flickor samt en vuxen ledare. På lägret finns även en vuxen lägerstab och 5-6 stycken juniorledare i 16-17 års ålder. Dagarna består av lekar och aktiviteter med betoning på samarbete, interkulturell förståelse, kommunikation och vänskap.
- Interchange är ett familjebaserat utbyte mellan två lokalföreningar med 2-4 veckors vistelse i vardera land. Deltagarna bor i familj men träffas dagtid för aktiviteter. Varje lands delegation består av 6-12 deltagare i åldern 12-15 år (uppdelade i olika åldersgrupper) och 1-2 ledare.
- Youth Meeting är ett kortare internationellt läger på 8-15 dagar för deltagare mellan 12 och 13 år. Genomförandet påminner mycket om de längre lägren, bara ett något kortare format.
- Step Up (fd Summer Camp) är ett tre veckor långt internationellt läger för deltagare i åldern 14-15 år. Delegationerna består av 4 deltagare och en ledare. Deltar gör 6-9 olika länder samt en lägerstab. Deltagarna deltar aktivt i planering och genomförande av aktiviteter (med stöd av ledarna) och utvecklas på så sätt i ledarskap, ansvar och samarbete.
- Seminar Camp är ett tre veckor långt internationellt läger för 16-17-åringar. Lägret består av 20-30 deltagare från olika länder (vanligen 1-3 personer från respektive land), samt en vuxen lägerstab på fem personer. Deltagarna ansvarar själv för planering och genomförande av aktiviteter, schema, matlagning med mera. Staben finns som stöd och hjälp. Lägret ger stor praktisk träning i samarbete, eget ansvar, demokrati och konflikthantering.

Det lokala programmet, Mosaik är ett projektbaserat program som sker i en lokalförening under en begränsad tid och vänder sig till alla åldrar. Projekten kan se väldigt olika ut och genomförs ofta tillsammans med en annan organisation.
Utöver dessa programmen finns många små läger som kallas "Minicamps", dessa läger arrangeras oftast på lokal nivå i lokalföreningarna eller som samarbeten mellan flera lokalföreningar. I den svenska juniorverksamheten (Junior Branch) finns även de årliga mötena JÅM (Juniorernas årsmöte) och JIM (Juniorernas Inspirationsmöte) vilka båda riktar in sig på de yngre åldrarna i föreningen.

## Organisation

### Nationellt
CISV Sweden består av 12 lokalföreningar från Östersund i norr till Malmö-Lund i söder med sammanlagt ca 2 000 medlemmar. De tolv lokalföreningarna är Båstad-Bjäre, Göteborg, Halmstad, Helsingborg, Jönköping, Linköping, Malmö-Lund, Uppsala, Stockholm, Strängnäs, Västerås och Östersund. 
Ca 500 deltagare och ledare från Sverige deltar varje år i CISVs internationella program, många fler deltar i lokala och nationella projekt. Föreningen är medlem i Landsrådet för Sveriges Ungdomsorganisationer (LSU), Centrum för Internationellt Ungdomsutbyte och Svenska FN-förbundet. CISV är även operativ samarbetspartner till Unesco.

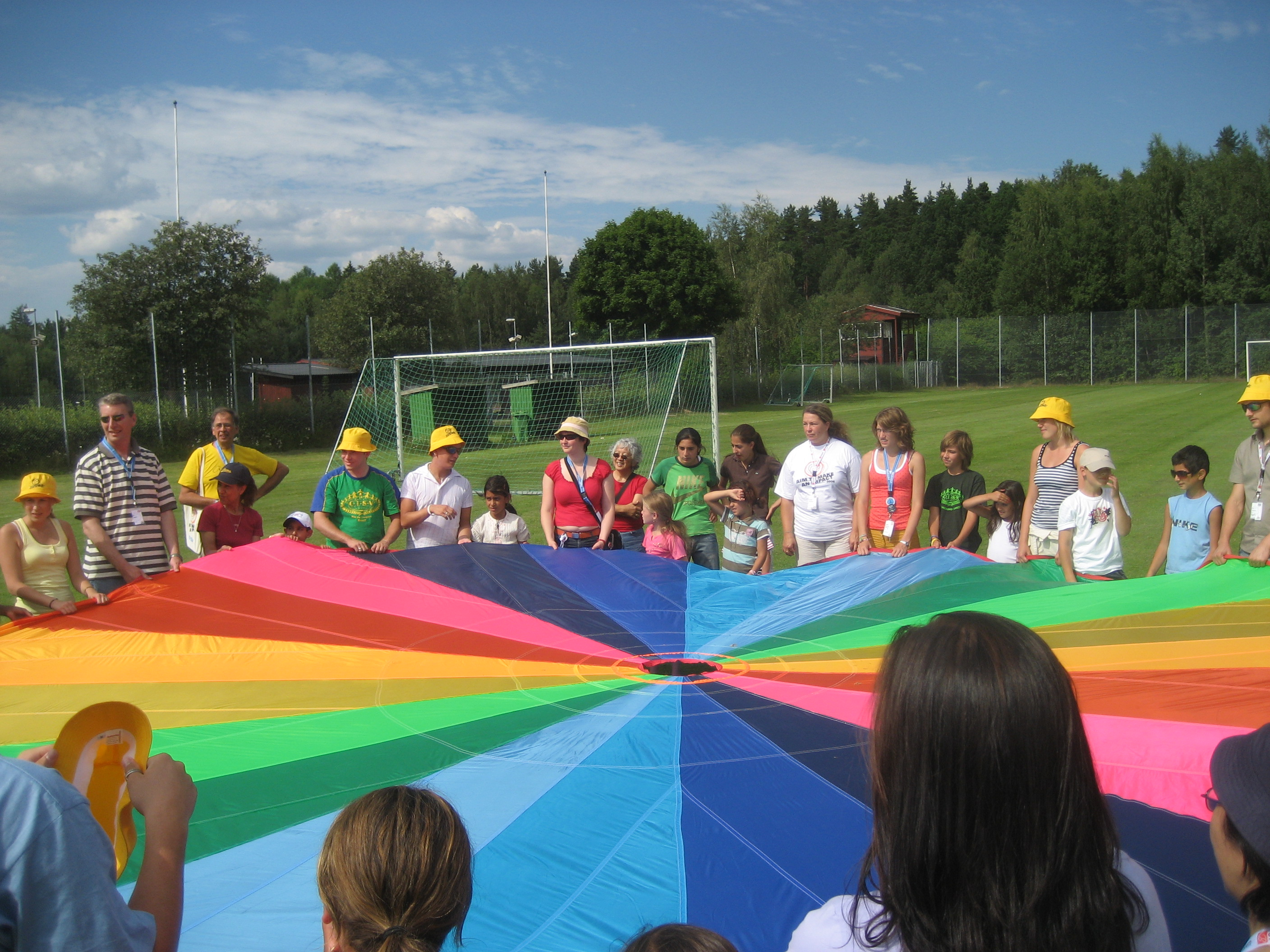
CISV vid en utbildningssammankomst vid namn Mosaic, 2006 i Sverige

### Internationellt
Internationellt styrs CISV av en styrelse som kallas Governing Board. Styrelsen består av 9 ledamöter från olika medlemsländer och de väljs på mandatperioder över 3 år. Varje år väljs tre kandidater om och detta görs av representanter från samtliga medlemsländer. De olika medlemsländerna är indelade i olika regioner; Asia-Pacific, Europe-Africa-Middle East och The Americas.
CISV International består av 71 medlemsländer från alla kontinenter och har sitt huvudkontor (International Office) i Newcastle upon Tyne i England.